# 性的時間
『性的時間』は、狼亮輔による日本の成人向け漫画。

## 性的時間

### 登場人物
奈央
女子生徒。
颯太
男子生徒。物忘れが激しい。
三井
学年主任。厳しい人。

## エコエロサマー

### 登場人物
太一
ボロすぎるアパートに住んでいる青年。
早希
太一の彼女。腕がぷにぷにしている。

## 耐える女

### 登場人物
奥さん
仕事でミスをした夫の尻拭いの形で部長に犯されている女性。部長と原田に犯され続けて悦ってしまう。
部長
奥さんを犯した男。
原田
夫の同僚。部長に調教されて淫乱となっており、レズにも積極的で奥さんを部長と一緒に犯した。
夫
仕事でミスをしたことで妻が犯されるきっかけを作った男。

## どっちのあのこ

### 登場人物
颯太
偶然見かけた幼馴染のエッチを見かけてしまう。藤澤姉妹とは引っ越したころに出会って仲良くなった。奈央が好き。
藤澤奈央
颯太の幼馴染。理央とは双子。颯太が理央との区別がつかなかったことに悔しさを感じてエッチで判断してもらうようにして。颯太に初めてを捧げた。
藤澤理央
颯太の幼馴染。奈央とは双子。奈央とは違い性に奔放。
藤澤姉妹の母
夫がいる身でありながらも自宅で乱交をする淫乱。

## 初めてをあなたへ

### 登場人物
林
教師。誠実な性格。
山田
女子生徒。林と付き合っている。山田に脅されて肉体関係を持つが寸止めのごとくイカされないということを頻繁にされて、じらされてしまい、最終的に自分から求めるようになる。
習志野晃二
男子生徒。林と山田の逢引を見かけて山田を脅し肉体関係を持つが一方では山田をわざとイカせないということをする。

## ボウカン・カイカン

### ストーリー
悟と紗智子がエッチをしていた。宅飲みして寝ていた和人はエッチをしていた悟と紗智子の喘ぎ声で起きた。和人は二人の光景を羨ましく思っていたが、すぐ近くには同じく悟と紗智子のエッチを見ていた舞美がいた。
和人に話しかけられた舞美は逃げて家から出て公園に行くが和人が追いかけて見つけた。

### 登場人物
和人
家から逃げ出すように抜け出した舞美を追いかける。公園で舞美と話し合うが公園にいる性交するばかりのカップルたちに怯える舞美に和人の腕に組みつく形で胸をおしつけられ緊張してしまう。人として問題があるわけではないが近所に青姦スポットがあることから公衆の面前でのエッチを恥ずかしがることはない欠陥した性的嗜好を持つ。酒を飲んでいるので、おそらく成人。
舞美
可愛らしい顔立ちの美女。爆乳でもあり胸を和人に押し付けてしまった際には和人を緊張させ、直接に生乳を触った和人は柔らかいと評した。悟のことが好きだが紗智子とエッチしているのを見て家から抜け出してし公園に逃げ出すように来てしまうが、その公園が青姦だらけであることに驚いてしまう。しかし、カップルたちの性交を見たこと、和人から自分たちもエッチをするかと誘われたことでエッチを考えて、行為に及ぶようになる。
紗智子
悟とエッチをしていた女性。舞美が見ていたのは分かっており、わざと見せつけるようにしていた。
悟
紗智子とエッチをしていた男性。

## えろいほんやさん

### 登場人物
凛
本屋の店員。父親は店主だがパチンコにいって夕ご飯まで帰らない人物。真也のペニスを客から見えないところでしごいて、その状態で会計をする大胆な性格。
真也
本屋の常連。予備校に通っている。凛が好き。
朔
本屋の常連。予備校に通っている。真也が凛と結ばれた恋愛術を試してみたが失敗して泣いた。

## だいしゅきランジェリー

### 登場人物
おっさん
下着会社のデザイナー。本名は不明。ここ数年は彼女もいないし風俗もいっていない欲求不満。結花が言うには巨乳と良く付き合っていた。
結花
おっさんの家の隣に住んでいる女子。肌が綺麗な美少女で巨乳。処女であり、おっさんに捧げた。おっさんとは自分が子供の頃からの付き合い。

## 誘引マウス

### 登場
料理が趣味で得意。穂乃香には一目惚れで穂乃香のことを考えるたびに殆どのことが疎かになっていった。
穂乃香
治樹の彼女。治樹とエッチするまでは処女だった。治樹の料理が大好き。

## びしょ濡れハプニング

### 登場人物
高宏
眼鏡をかけた男。
りさ
高宏の彼女。高宏と付き合い始めて半年。銭湯を経営している親戚がいる。

## 忘れ物純愛詩

### 登場人物
聡
琴子
聡の彼女。すぐに忘れ物や落とし物をするが一方では聡に関することは大好きという理由でちゃんと覚えている。

## 義母の挿茶

### 登場人物
直樹
妻の家に婿養子に入った男。
麻衣
直樹の妻。
義母
麻衣の母であり直樹の義母。ただし麻衣の実母ではなく父親の後妻であり麻衣からしても義母である。茶道教室に通っている。巨乳であり直樹が言うには少し垂れているが綺麗な胸。

## 肉嫁

### 登場人物
永輝
花婿。
陽菜
花嫁。
敦子
陽菜の友人。しかし、実は自分も永輝のことが好きであり、陽菜のことを憎んでいた。だが心底では根強い友情もあったようで陽菜を陵辱させた罪悪感から自分も犯されるようにして戒めた。

## 書誌情報
- 狼亮輔 『性的時間』 株式会社ワニマガジン出版、全1巻、2012年5月30日発売